# Africano (consular)
Africano (em latim: Africanus) foi um oficial romano do século IV, ativo sob o imperador Constâncio II (r. 337–361). Aparece em 355, quando foi acusado com Marinho e Félix de estar a conspirar em Sírmio. Foi preso e executado. À época, era consular da Panônia Segunda.